# Abidos de Mísia
Abidos (grec antic: Ἄβυδος, llatí: Ăbȳdus i Ăbȳdos) fou una ciutat de l'antiga Grècia situada a la regió de Mísia, a l'Hel·lespont, oposada a la ciutat de Sestos. Ja apareix esmentada al Catàleg dels troians de la Ilíada, com una de les ciutats aliades amb Troia.
Estava situada al punt més estret de l'Hel·lespont, on el canal no té més de 2 km d'amplada, amb un petit port. Era probablement una ciutat de població tràcia que va esdevenir colònia de Milet, potser cap a l'any 700 aC, segons Tucídides. Darios I el Gran la va incendiar durant la seva expedició a Tràcia perquè no fos ocupada pels escites (512 aC), però després es va recuperar i va ser reconstruïda.
El 499 aC es va unir a la revolta de Jònia però va ser ocupada pel general persa Daurises el 498 aC. Xerxes II de Pèrsia el 480 aC hi va construir, una mica al nord, un pont de vaixells perquè les seves tropes poguessin passar l'estret fins a l'altre costat, prop de Sestos, entre aquesta ciutat i Maditos, segons diu Heròdot.
Aliada d'Atenes, després del desastre de Sicília la ciutat es va revoltar el 411 aC i es va declarar a favor d'Esparta sotmetent-se al general espartà Dercil·lides. Després, com les ciutats gregues d'Àsia Menor, va passar a Pèrsia el 386 aC.
El 334 aC es va sotmetre amb joia a Alexandre el Gran i va romandre una ciutat aliada de Macedònia; va passar a mans d'Antígon Monoftalm que el 305 aC es va proclamar rei de Sardes, i després de ser derrotat i mort a Issos el 301 aC, va passar a mans de Lisímac de Tràcia, fins que Seleuc I Nicàtor el va derrotar l'any 281 aC, que es va apoderar de les seves possessions asiàtiques i va passar a Europa on va morir assassinat, però els selèucides van conservar la costa asiàtica incloent Abidos. El 200 aC Filip V de Macedònia la va atacar, i es va defensar aferrissadament però es va haver de rendir. Després de la primera guerra entre Macedònia i Roma el 196 aC, Roma la va declarar ciutat lliure junt amb altres ciutats asiàtiques i des de llavors va estar sota influència romana. La ciutat tenia algunes mines d'or que en temps d'Estrabó ja s'havien exhaurit.
La ciutat va existir fins després de la caiguda de Constantinoble al segle xv, però va gairebé desaparèixer sota els otomans. El llogaret d'Aidos o Avido correspondria a l'antiga Abidos. Al segle xx, després de la I Guerra Mundial, era una zona restringida, perquè era el sol punt dels Dardanels on es permetia l'estacionament d'un contingent militar, justament al lloc on l'estret tenia menys amplada.

## Hero i Leandre
Abidos i Sestos són l'escenari de la llegenda d'Hero i Leandre, tal com l'explica el poeta del segle v Museu, Leandre vivia a Abidos i Hero a Sestos; es van conèixer a un festival d'Afrodita i es van enamorar. Per visitar-la, Leandre creuava l'estret cada nit nedant, i Hero li posava llum a una torre per guiar-lo, però una nit el foc de la torre es va apagar per una tempesta i Leandre es va ofegar; quan el seu cos va ser descobert l'endemà, Hero es va tirar al mar, per unir-se en la mort amb el seu estimat.